# Isser Jehuda Unterman

Isser Jehuda Unterman, August 1949

Rabbi Isser Jehuda Unterman (* 19. April 1886 in Brest-Litowsk, Russisches Reich; † 26. Januar 1976 in Jerusalem) war von 1964 bis 1972 der aschkenasische Großrabbiner von Israel.
Unterman wurde in Brest-Litowsk, das heute in Belarus liegt und vormals lange zu Litauen gehörte, geboren und in der Etz-Chaim-Jeschiwa in Maltsch unterrichtet. Dort wurde er auch Schüler seines Rosch-Jeschiwa Rabbi Schimon Schkop. Er kehrte anschließend nach Litauen zurück um sein Studium abzuschließen, wurde von Rabbi Raphael Schapira in Waloschyn und von Rabbi Simcha Zelig Rüguer in Brest-Litovsk zum Rabbiner ordiniert und eröffnete um 1910 seine eigene Jeschiwa in Wischnewa. Unterman fungierte bis 1924 in der litauischen jüdischen Gemeinde in verschiedenen Stellungen, dann wurde er zum Oberrabbiner von Liverpool gewählt, wo er schließlich für 22 Jahre arbeitete. Er wurde zu einer wichtigen Figur in der englischen zionistischen Bewegung und unterstützte während des Zweiten Weltkriegs in England Flüchtlinge.
Nach dem Tod von Rabbi Mosche Avigdor Amiel im Jahr 1946 wurde Unterman zum Oberrabbiner von Tel Aviv bestellt, er übte dieses Amt bis 1964 aus. 1966 wurde er zum Oberrabbiner Israels ernannt. In dieser Position arbeitete Unterman daran, das rabbinische Gerichtssystem zu reformieren und säkulare Israelis zu erreichen. Nebenbei schrieb er Responsen zu vielfältigen religiösen bzw. halachischen Problemen, die für den jungen jüdischen Staat relevant waren, beispielsweise Konversion, Ehe- und Scheidungsrecht oder auch Herztransplantationen und andere Organspenden. Letzteres unterstützte er: 

„After all, weighty Torah prohibitions are set aside for the preservation of life. Hence, such surgical procedures conducted to save a life are absolutely permitted.“

Isser Jehuda Unterman wurde auf dem Jüdischen Friedhof am Ölberg beigesetzt.